# Noviny

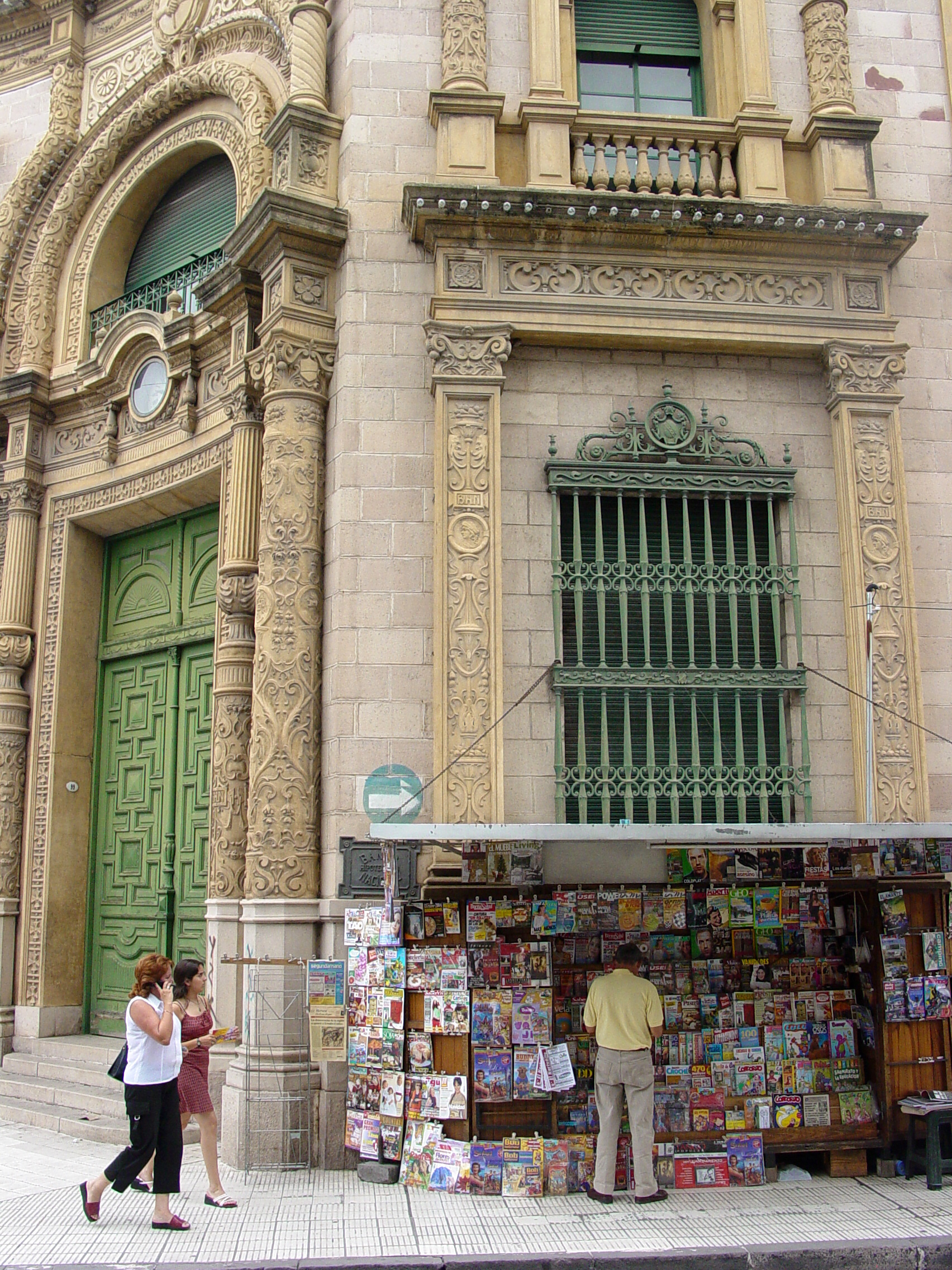
Stánek s novinami (Argentina)

Noviny jsou pravidelně vycházející publikace (periodikum), které denně (deník, často kromě neděle) nebo nejméně týdně (týdeník) přinášejí nejnovější události ze všech možných oblastí a co nejrychleji o nich informují co nejširší veřejnost. Noviny se tisknou ve velkém formátu na novinovém papíře a místo vazby se skládají. Prodávají se na stáncích a v automatech nebo doručují předplatitelům. V poslední době nabývají na významu internetové noviny, často jako elektronická verze tištěných novin.
Typické noviny mají svoji charakteristickou grafickou úpravu, jejich obsah se dělí na rubriky a často doplňuje vkládanou týdenní přílohou. Důležitou částí novin je také reklama.

## Druhy novin
Noviny se rozlišují podle periodicity (deníky, nedělní noviny), podle dosahu a působnosti na místní, regionální, celostátní a nadnárodní. Protože ve zpravodajství je důležitá rychlost a aktuálnost informací, vycházely dříve i ranní, polední a večerní noviny („večerníky“), někdy jako různá vydání téhož listu. S nástupem internetových novin, které mohou informovat okamžitě a po celý den, se tlak na aktuálnost v tištěných novinách snížil, takže vycházejí jen jednou denně. Zato velké celostátní deníky mívají své regionální verze („mutace“). Někdy se rozlišují noviny seriózní a bulvární, které se vyznačují velmi nápadnou barevnou úpravou, velikými a senzačními titulky, krátkými texty a množstvím obrázků. Kromě všeobecných zpravodajských novin, které mívají i svoji politickou orientaci, vycházejí také noviny pro určité skupiny obyvatel (profesní a zájmové skupiny, věřící určitých církví, národnostní menšiny a pod.). Při významných veřejných událostech se někdy vydávají např. festivalové, olympijské nebo veletržní noviny. V rámci volební kampaně vydávají politické strany volební noviny.
Momentálně převládají nad tištěnými novinami internetové noviny. Díky internetu mají čtenáři kdykoliv přístupné poslední novinky z celého světa. Mezi důležitá média na internetu patří iDNES, Blesk, Novinky, HN.cz. Jde většinou o média, která vydávají tradiční tištěné noviny. Rozmach internetových novin vede k útlumu těch tištěných, jako se stalo v roce 2024, kdy přestaly vycházet tradiční Lidové noviny a zůstala jen jeho internetová verze Lidovky.cz.

## Struktura novin

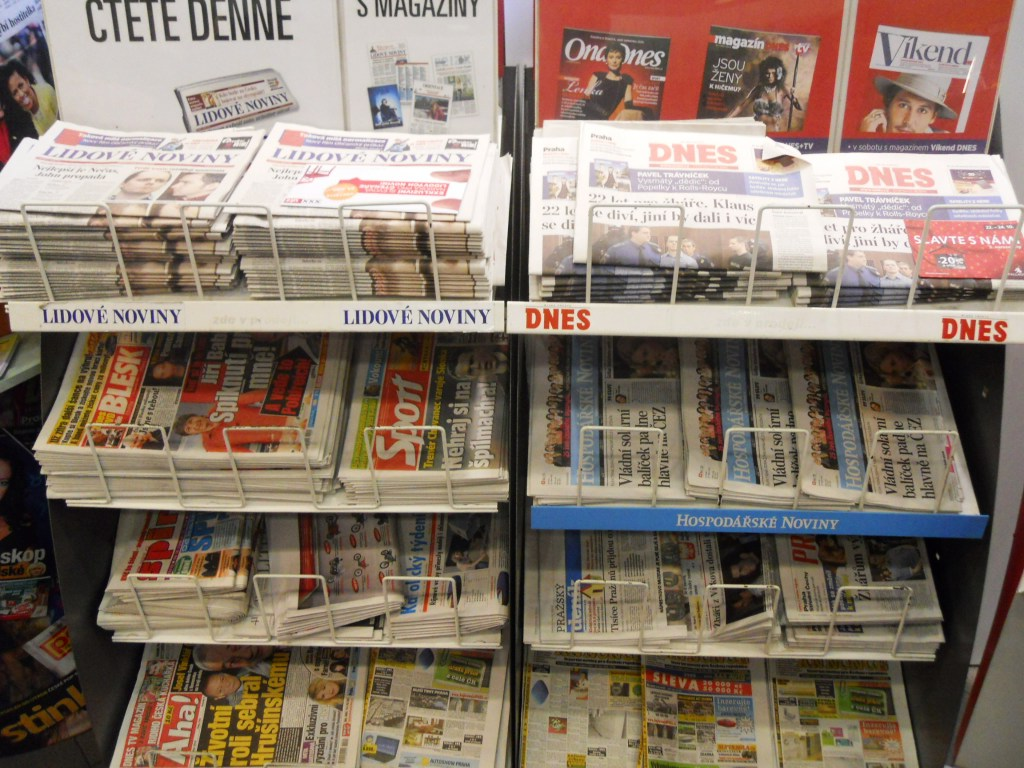
České noviny na stánku

Jednotlivé noviny se rozlišují typickou grafickou úpravou a záhlavím. Na první stránce bývají hlavní zprávy, úvodník a stručný přehled důležitých článků uvnitř. Obsah novin lze rozdělit na zpravodajství, publicistiku (úvahy, komentáře), další rubriky a reklamu, která je z velké části financuje; některé noviny se financují pouze z reklamy a rozdávají zdarma.
Tematicky se obsah novin dělí na rubriky, které se buď vyskytují v každém čísle (politika, hospodářství, počasí, kultura, sport), anebo jednou týdně, případně jako zvláštní příloha (typicky věda a technika, školství, hobby, motorismus, hodnocení výrobků a podobně). Velké noviny mívají několik složek, často tematicky odlišených, aby se v nich čtenáři snáze orientovali. V poslední době se do novin velmi často vkládají tematické přílohy, často barevné a tištěné na lepším papíře, které konkurují týdeníkům. Téměř každé větší noviny mívají týdenní přílohu s programy televize a čtením na víkend. Velmi časté je také vkládání reklam a letáků.

## Výroba novin

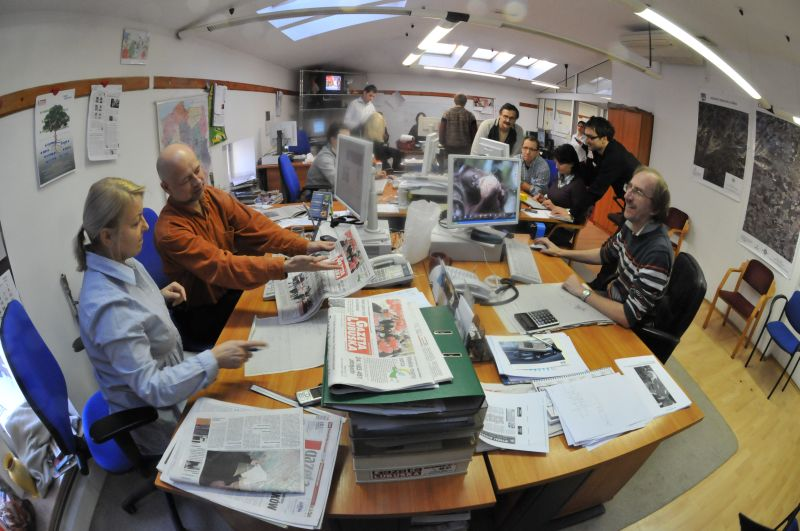
Redakce novin Gazeta Lubuska v Polsku (2011)

Obsah novin vzniká v redakci, řízené šéfredaktorem, a to obvykle pod vedením redaktora čísla. Jednotlivé redakce a redaktoři píší články na základě zpráv zpravodajských agentur, vlastní četby, rozhovorů a šetření atd. Kromě toho seriozní noviny zařazují články, úvahy a komentáře čelných politiků, umělců, vědců a myslitelů, kteří nejsou zaměstnanci redakce. Také reportáže a rozhovory dělají často externí spolupracovníci novin. Zpravodajské redakce pracují pod značným časovým tlakem, kdežto jiné rubriky si činnost mohou rozvrhovat na delší dobu dopředu. Součástí procesu tvorby novin jsou také role korektora a fact-checkera.
Historie novin spadá už do doby před naším letopočtem. První zprávy byly pravidelně tesány do kamene, později byly tyto zprávy psány ručně a vyvěšovány na veřejných místech. Poté se přešlo na rukopisné věstníky, které se v Pekingu objevovaly už v 8. století. Obrovský průlom přinesl v 15. století knihtisk, který vynalezl Johannes Guttenberg. V době knihtisku se musely jednotlivé články vždy nejprve vysázet a metér je sestavil do stran. První takto tištěné noviny vydal v roce 1605 Johann Carolus ve Štrasburku.
Od konce 19. století se velké noviny tiskly rotačním tiskem, pro který se sazba musela ještě upravit. Od poloviny 20. století přechážel tisk novin na rotační ofset a sazba se dnes provádí na počítači. Výroba novin je vysoce automatizovaná včetně skládání i vkládání příloh a letáků. České i evropské noviny se nejčastěji tisknou ve středním formátu („berliner“, 460 × 315 mm), ve světě se dosud používá i velký formát („broadsheet“, 600 × 380 mm), ale častěji i poloviční („tabloid“, 380 × 300 mm). Tiskne se ve čtyřech až sedmi sloupcích, i když současná technologie dovoluje proměnnou šířku sloupce a pružnější úpravu tisku.

## Úloha novin ve společnosti

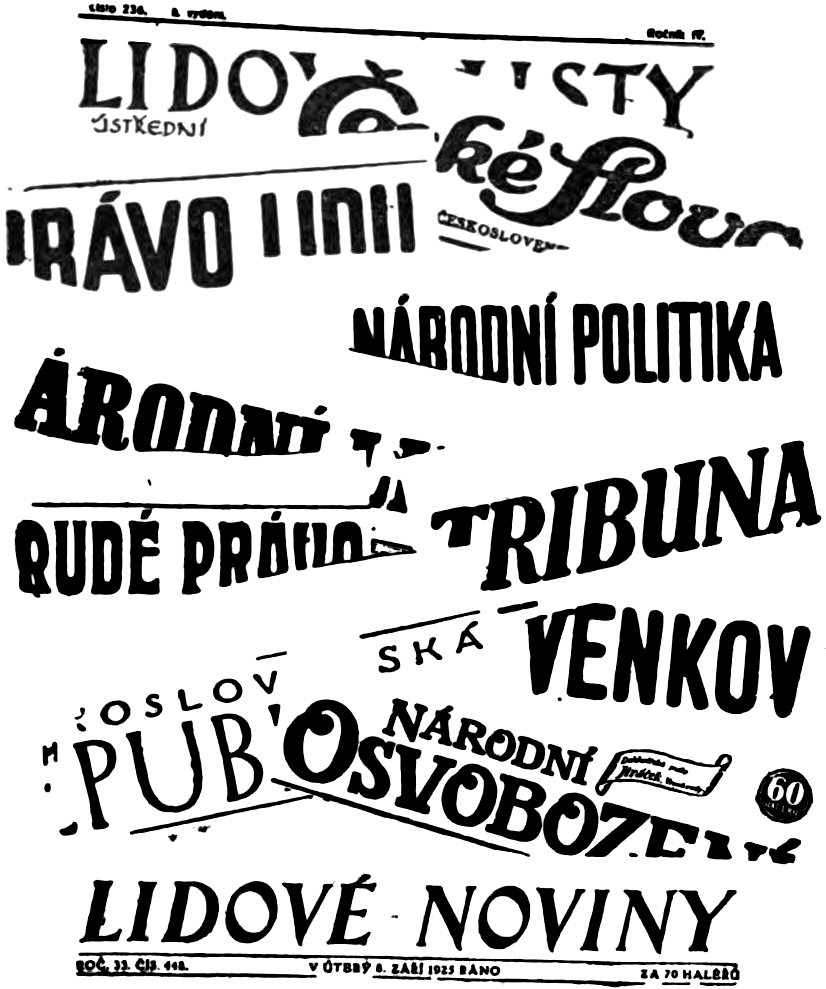
Ilustrace Josefa Čapka

Noviny hrají v moderní společnosti důležitou společenskou roli. Předně tím, že veřejnost informují o důležitých událostech, dále jsou místem veřejné diskuse a tvorby veřejného mínění, zejména kritické kontroly vlády a politiky. Proto se někdy mluví o „hlídacích psech demokracie“. Kromě toho jsou ovšem noviny také významná oblast podnikání. Dříve se financovaly hlavně prodejem a předplatným, dnes je zdrojem financování hlavně reklama. Výše reklamních poplatků se ale odvozuje od výše nákladu nebo čtenářů, což je tak stále hlavní ekonomický parametr pro udržitelnost či ziskovost novin.

## Hlavní noviny v Česku
Údaje za srpen 2010 a za 3–4. čtvrtletí roku 2015 podle, zaokrouhlené na tisíce:
| Noviny             | Náklad 2010 | Náklad 2015 | Čtenářů 2010 | Čtenářů 2015 |
| ------------------ | ----------- | ----------- | ------------ | ------------ |
| Aha!               | 102         | 55          | 252          | 245          |
| Blesk              | 379         | 241         | 1 420        | 1032         |
| Deník (regionální) | 222         | 131         | 921          | n.a.         |
| Hospodářské noviny | 43          | 29          | 195          | 152          |
| Lidové noviny      | 50          | 39          | 222          | 199          |
| METRO (zdarma)     | 210         | n.a.        | 383          | 221          |
| Mladá fronta DNES  | 241         | 144         | 874          | 636          |
| Právo              | 130         | 84          | 435          | 303          |
| Sport              | 54          | 33          | 286          | 277          |
| Haló noviny        | 42          | n.a.        | 180          | n.a.         |

## Noviny ve světě

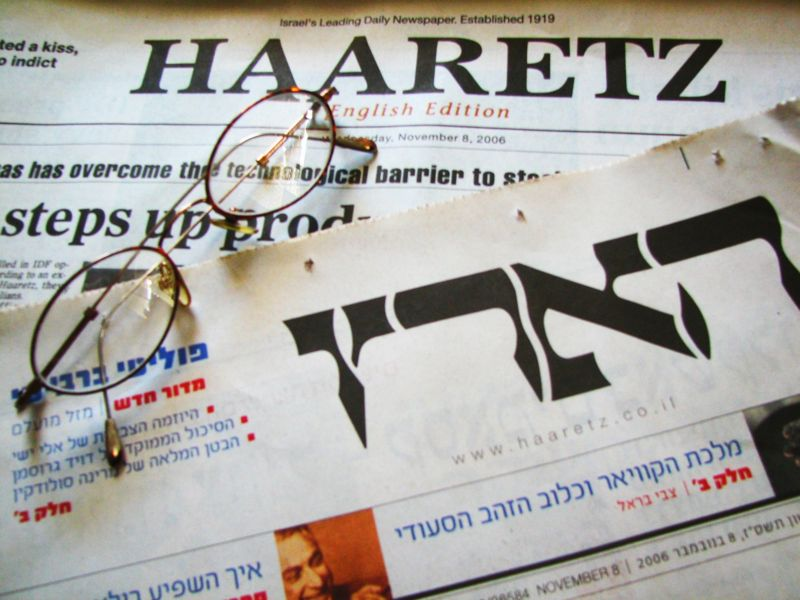
Anglická a hebrejská edice izraelského deníku Haaretz

Nadnárodní význam mají renomované a často citované noviny se spolehlivým zpravodajstvím a vynikajícími komentáři, i když zdaleka nedosahují nejvyšší náklady. V anglicky mluvících zemích mezi ně patří například The New York Times, The Times, The Washington Post, The Wall Street Journal nebo International New York Times. Ve Francii je to Le Monde, Le Figaro a Libération, v Německu Frankfurter Allgemeine Zeitung, Frankfurter Rundschau nebo Süddeutsche Zeitung a ve Švýcarsku Neue Zürcher Zeitung.
Podle World Association of Newspapers (WAN) vykazovala v roce 2005 největší celkový náklad novin Čína s 93,5 miliony výtisků denně, za ní následuje Indie (78,8 milionů), Japonsko (70,4 milionů), USA (48,3 milionů) a Německo (22,1 milionů). Tabulku jednotlivých titulů s největším nákladem bezpečně vedou japonské noviny: Jomiuri šimbun se 14 miliony, Asahi šimbun s 12 miliony a další tři deníky jsou největší na světě. Z německých má největší náklad Bild (3,9 milionů), z anglických The Sun (2,4 milionů) a Daily Mail (2,1 milionů), z francouzských Ouest France (780 tisíc), z amerických USA Today (2,3 milionů) a Wall Street Journal (2,1 milionů). Rekordní náklad 21,5 milionů výtisků měly v roce 1990 sovětské noviny Trud a týdeník Argumenty i fakty, 33 milionů výtisků.
Odlišné pořadí však vznikne, pokud se počítají (odhadovaní) čtenáři: tabulku vede japonský Asahi šimbun (9,3 milionů), následuje německý Bild (6,3 milionů), anglický News of the World (nedělní, 3,5 miliony) a další anglické i východoasijské tituly. V první desítce je i Moskovskij komsomolec se 2,3 miliony čtenáři.

## Historie

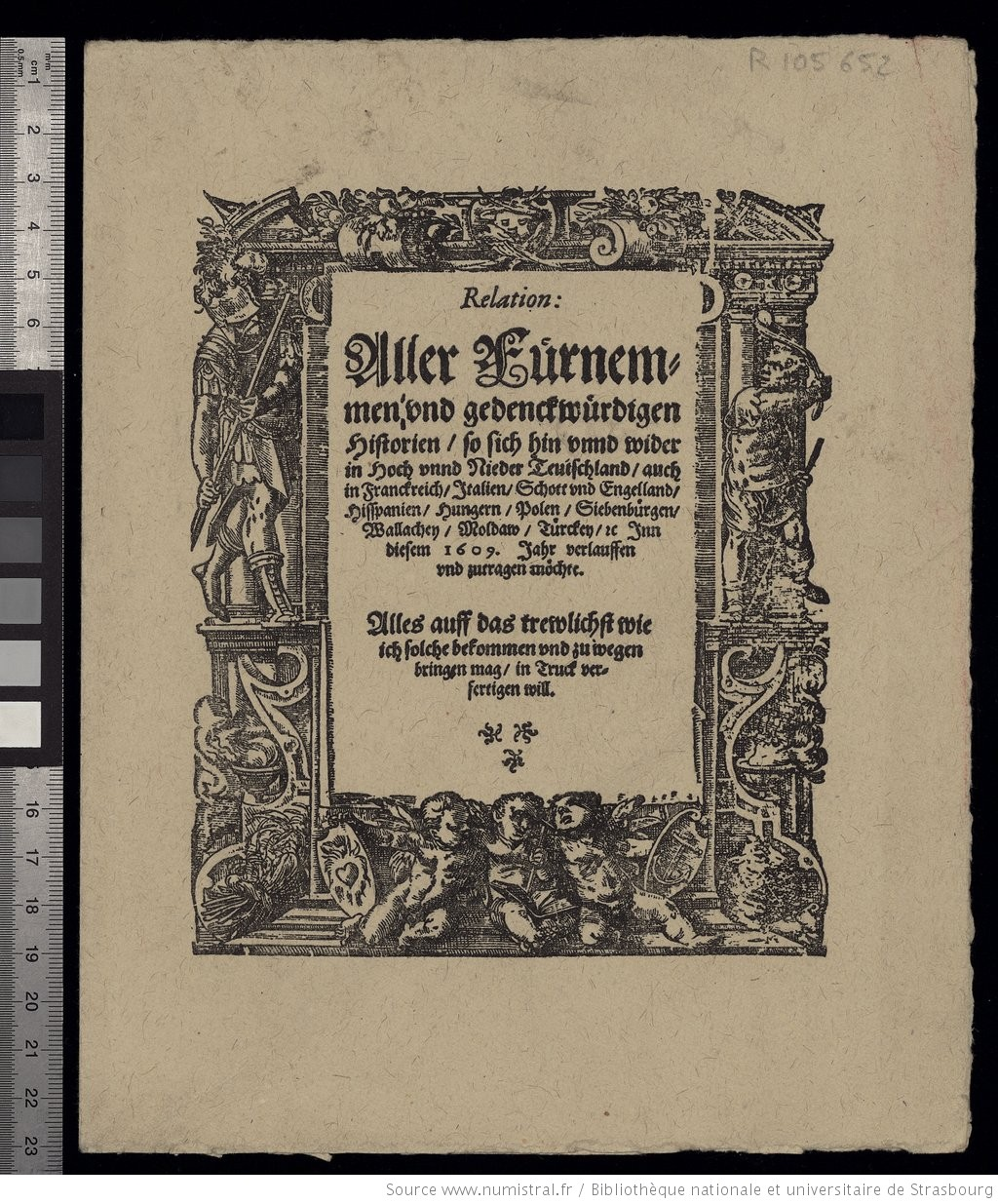
Titulní stránka Carolových novin (Štrasburk 1605)

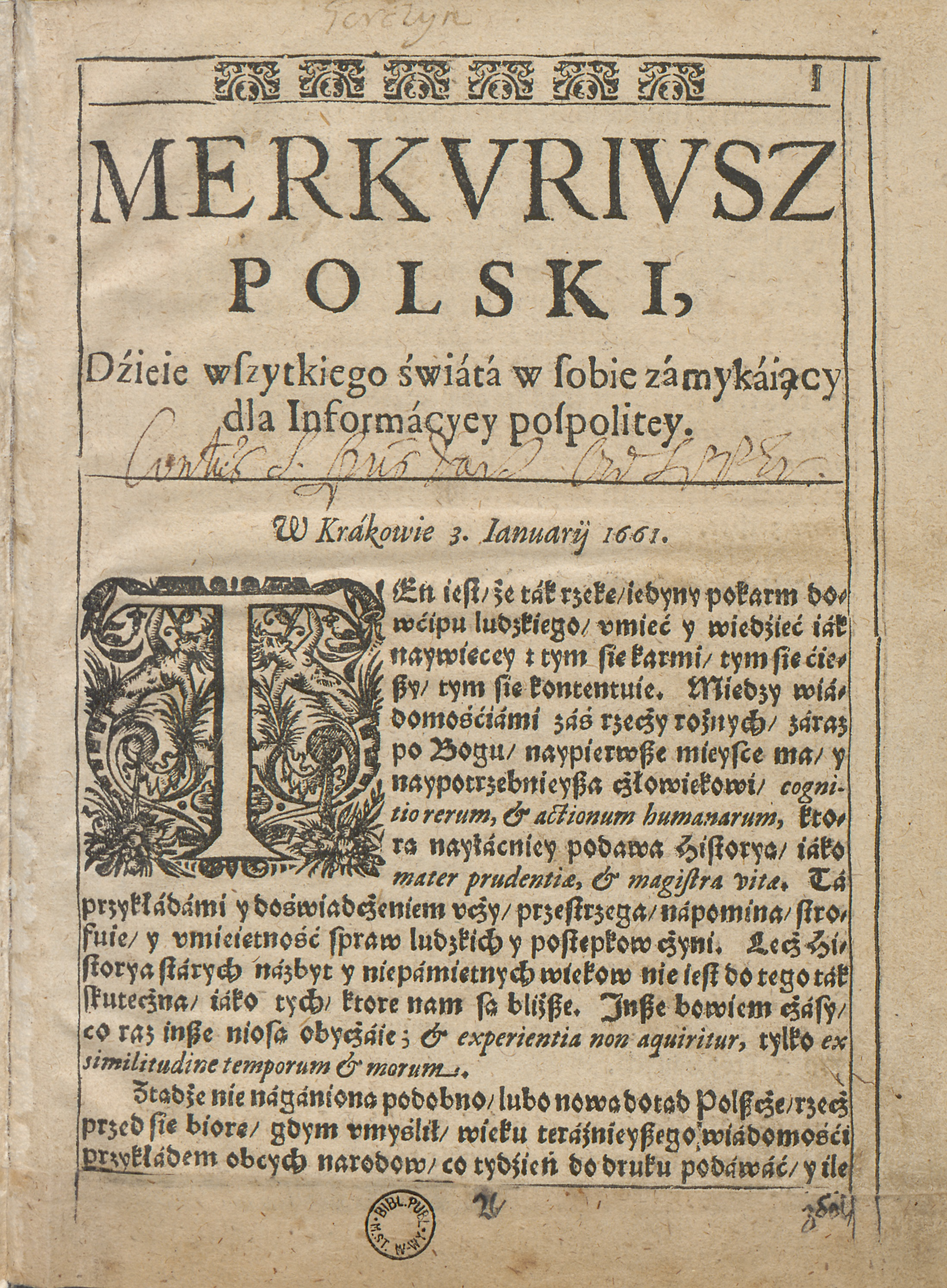
První polské noviny (Krakov 1661)

Světová asociace novin (World Association of Newspapers, WAN) uvádí jako předchůdce novin Acta diurna („Denní události“), které dal pravidelně tesat do kamene a vyvěšovat Julius Caesar ve starověkém Římě v roce 59 př. n. l. Rukopisný věstník událostí začal vycházet na čínském císařském dvoře v Pekingu roku 713. V Evropě začaly být rozesílány rukopisné noviny od poloviny 15. století. Dostávaly je zpravidla členové královských rodin, nejbohatší šlechtici a vlivné církevní instituce. Rozšiřování novin do všech vrstev společnosti umožnil knihtisk (Johannes Guttenberg, kolem roku 1450) a postupné zavádění pravidelného poštovního spojení. Od počátku 16. století běžně vycházely jednotlivé listy se zprávami o bitvách, podivuhodných úkazech, přírodních katastrofách a podobně.
- 1605 – Johann Carolus začal vydávat ve Štrasburku (nyní ve Francii, tehdy ještě ve Svaté říši římské) první tištěné noviny Relation aller fürnemmen und gedenckwürdigen Historien.
- 1605–1645 – vycházel v Paříži Mercure Francais, věstník důležitých událostí.
- 1618 – v Amsterodamu a 1621 v Londýně začal vycházet týdeník Courante (Corrant) „týdení novinky z Itálie, Německa, Uher, Polska, Čech a Nizozemí“, a to již ve foliovém formátu.
- 1631 – začala vycházet v Paříži La Gazette, později Gazette de France.
- 1645 – začaly vycházet nejstarší noviny vydávané dodnes, i když jen elektronicky – švédské Post-och Inrikes Tidningar.
- 1656 – poprvé vyšel v Haarlemu Opregte Haarlemsche Courant, nejstarší tištěné noviny, které vycházejí dodnes.
- 1661 – vycházely v Krakově první polské noviny Merkuriusz Polski Ordynarijny. Vycházely čtrnáctidenně, ale jen půl roku.
- 1690 – Publick Occurrences Both Foreign and Domestick v Bostonu byly první noviny publikované v Severní Americe. Vyšlo pouze jedno vydání.
- 1690 – založeny noviny Worcester Post-Man, od roku 1753 Berrow’s Worcester Journal. Jde o nejstarší dosud vydávané nezávislé noviny.
- 1702 – 11. 3. založil Samuel Buckley první anglický deník Daily Courant (vydáván do roku 1735).
- 1719 – 4. února začal vzdělaný pražský knihtiskař Karel František Rosenmüller vydávat Pražské poštovské noviny (do roku 1772), v letech 1782–1819 Schönfeldské c. k. noviny.
- 1785 – John Walters založil The Daily Universal Register, od 1. ledna 1788 pod názvem The Times.
- 1812 – pro londýnské The Times postavil německý vynálezce Friedrich Gottlob Koenig a hodinář Andreas Friedrich Bauer stroj na zcela novém principu – parní rychlolis. Tím se urychlil tisk novin a varianty tohoto stroje se brzy staly nejpoužívanějším strojem ve všech tiskárnách. První číslo The Times vytištěné novým způsobem vyšlo 29. listopadu 1814.
- 1818 – Edward Cowper popsal princip rotačního tisku.
- 1845 – Američan Robert Hoe zkonstruoval tiskařský kotoučový stroj (rotačku).
- 1850 – Francouz Hippolyte Marinoni a Němec Jacob Worms postavili prototyp kotoučového stroje (rotačky), ale zákon nařizující kolkování každého výtisku bránil zavedení kotoučového tisku.
- 1853 – The Times dostaly výjimku ze zmíněného zákona a staly se prvními novinamy tištěnými na rotačce.
- 1865 – Američan William Bullock postavil první tiskařskou rotačku tisknoucí na nekonečný pás papíru.
- 1872 – La Liberté vydávané od roku 1871 se stávají prvními francouzskými novinami tištěnými na rotačce.
- 1896 – postavil Otto Mergenthaler v Baltimoru sázecí stroj (linotyp), který odléval z roztavené liteřiny sazbu celých řádek najednou. To znamenalo velký skok ve vydávání novin, zrychlila se příprava tiskové formy – sazba. Kotoučové stroje vyráběné v 19. století byly s to vyrobit 10 000 až 12 000 kusů osmistránkových novin za hodinu, což byl předpoklad vzniku masového tisku.
- 1904–1905 – Kaspar Herrmann (1871–1934, též Kašpar Hermann), německý rodák z Kynšperku nad Ohří a Američan Ira Washington Rubel (1860–1908) nezávisle na sobě sestrojili prototypy vylepšených ofsetových strojů. Herrmann ve snaze zrychlit tisk vymyslel přenosový gumový válec, který přejímal barvu tiskové formy a otiskoval ji na papír, což je základní princip ofsetového tisku. (Vynález využil v roce 1904 k tisku not.)
- 1907 – v Německu byl vyroben ofsetový stroj podle Herrmannova návrhu; Herrmann zde úspěšně rozeběhl tisk na archovém ofsetovém stroji Triumph; později si nechává patentovat ofsetový kotoučový stroj.
- 1912 – Kaspar Herrmann vyvinul stroj pro současný tisk obou stran papíru na rotačním stroji s nekonečným pásem papíru a německá firma VOMAG vyrobila první ofsetovou rotačku tohoto typu.
- 1962 – při tisku novin Los Angeles Times se začaly děrné pásky pro linotypové stroje vytvářet na počítači.
- 1970 – od tohoto roku ofsetové rotačky (kotoučové a archové stroje) vytlačují dřívější stroje knihtiskové.
- 1973 – počátky fotosazby („studené sazby“) na film pro ofsetový tisk: na citlivou vrstvu se promítala jednotlivá písmena.
- 1985 – počátky počítačové sazby (DTP): celá sazba se vytvoří na počítači a v osvitové jednotce přenese na kovový list pro ofset.

## Útvary v novinách
V novinách se objevují nejčastěji tyto žurnalisticko-literární útvary:
- zpráva
  - lokálka
  - denička
  - jednosloupek, dvousloupek…
- reportáž
- fejeton
- komentář
- sloupek, glosa
- názorová rubrika
- analýza (např. ekonomická)
- recenze, literární kritika

## Formát novin
Ve světě existují tři základní typy formátu novin:
- broadsheet (největší) – největší novinový formát. Rozměry se ve světě mírně liší, přibližně 750 × 600 mm (vycházejí z formátu A2). Ve světě ho používají například noviny Frankfurter Allgemeine Zeitung nebo The New York Times. Prvními novinami tohoto formátu byly nizozemské Courante uyt Italien, Duytslandt, &c. z roku 1618.
- berliner (střední) – se velikostně řadí mezi formáty broadsheet a tabloid, rozměry 470 × 315 mm. V Evropě je velmi populární (The Guardian, Le Monde, do roku 2024 Lidové noviny).
- tabloid (nejmenší) – nejmenší novinový formát. Rozměry 430 × 280 mm (vycházejí z formátu A3). Typický formát pro bulvární noviny (The Sun, Daily Mirror), dnes je využíván i serióznějšími deníky (El País).

V posledních letech se klade důraz na zmenšování formátu, což podporuje trend přibližování novin a časopisů. Tabloid se velice rozšířil v Rakousku a skandinávských zemích a ovlivňuje celou Evropu, kde deníky mění formát na berliner a tabloid. Zmenšení formátu ovlivňuje i grafickou úpravu novin.

## Sekundární využití

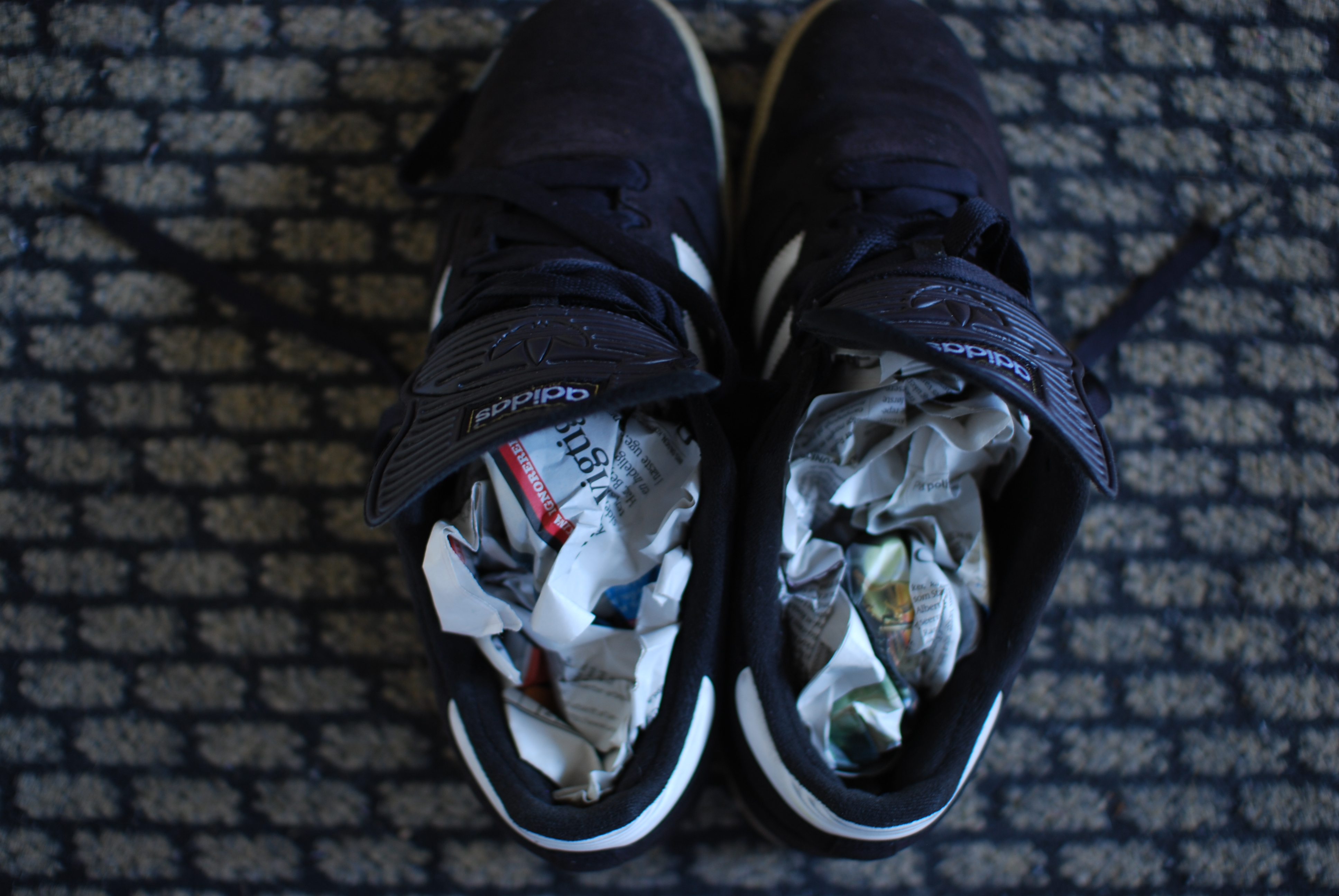
Sušení bot pomocí zmuchlaných novinových listů

Listy novin mohou najít i další upotřebení, která využívají savost novinového papíru a velký formát listů. Mezi různé druhy užití patří zejména:
- sušení obuvi, noviny též dokáží nasát pachy; též jako podložka pod vlhké boty během zimního období
- noviny se uplatní obecně kdekoliv, kde je třeba snižovat vzdušnou vlhkost
- noviny velmi dobře hoří, proto slouží jako podpalový materiál
- obalový materiál – buď jako balicí papír nebo při uložení křehkých věcí ze skla a keramiky
- rozložené noviny mohou ochránit podlahu a nábytek během malování pokojů
- rozložené noviny se také mohou použít jako podklad pro sušení hub a ovoce, nevýhodou je zdravotní závadnost tiskařských barev
- noviny mohou sloužit jako tepelná izolace (buď pod oblečení, případně i do budov, oken, škvír nebo obalením PET láhve jako nouzová termoska)
- pomocí novin lze leštit
- zmuchlané noviny se dají využít jako ucpávka škvír a rour
- z novin lze vyrobit papírové čepice, papírové koule, tapety či je jinak výtvarně využít (koláž…)